# Fazhao
Fazhao (chiń. 釋法照, pinyin Shì Fǎzhào ; jap. Hōshō; ur. 756, zm. 822) – chiński mnich buddyjski związany ze Szkołą Czystej Krainy z linii Cimina Huiri. Znany także jako Yunfeng Fazhao.

## Biografia i nauki
Pochodził z prowincji Syczuan. Po przyjęciu ordynacji mnisiej praktykował najpierw nauki szkoły tiantai, dlatego też w późniejszym nauczaniu wykazywał mocne ukierunkowanie synkretyczne. Później udał się na górę Lu w prowincji Jiangxi, aby być jak najbliżej miejsca, w którym czczony przez niego Huiyuan (334-416) złożył ślubowania odrodzenia się w Czystej Krainie. Praktykował tam taką samą wizualizacyjną medytację jak Huiyuan. W czasie tych praktyk miał liczne wizje buddy Amitabhy. Pewnego dnia zobaczył w wizji jakiegoś starego mnicha praktykującego przed Amitabhą. Był to Chengyuan (712-804), który przebywał wówczas w prowincji Hunan.
Fazhao udał się więc do Hunanu na górę Nanyue (Heng Shan), gdzie studiował nauki Czystej Krainy u mistrza Chengyuana. W czasie jednej z wizji Amitabhy odkrył szczególny rodzaj melodyjnej 5-tonowej intonacji, z której stał się później bardzo znany. Miał również wizje wielkiego klasztoru na górze Wutai. Fazhao zrozumiał, że powinien ten klasztor wybudować.
Około 770 r. udał się na Wutai i w latach 777-796 wybudował klasztor ze swojej wizji - Zhulin (竹林寺), czyli klasztor Bambusowego Lasu.
Fazhao działał w okresie, gdy dynastia Tangów starała się przywrócić swoją dawną świetność po katastrofalnym buncie An Lushana. Jego współczesnymi byli tacy mistrzowie buddyjscy jak Amoghawadżra (mistrz tantry), Jingxi Zhanran (mistrz szkoły tiantai) i Chengguan (mistrz szkoły huayan). Mając takich wybitnych konkurentów, tym większe wydają się jego osiągnięcia w propagowaniu nauk Czystej Krainy. Dlatego przez współczesnych mu zwolenników był nazywany Późnym Shandao. W czasie panowania cesarza Daizonga (pan. 762-779) został uczczony nadaniem mu tytułu Narodowego Nauczyciela (chiń. guoshi). Był jednym z tych, dzięki którym nauki Czystej Krainy stały się jednym z najpopularniejszych ruchów religijnych w Chinach okresu Tang.
W swoim nauczaniu kontynuował doktrynę Daochuo i Shandao.

## Linia przekazu
- Cimin Huiri (680-748)

- Chengyuan (712-804)

- Fazhao (zm. 756-822)